# The Sims (videoigra)
The Sims strateška je videoigra iz 2000. godine, simulacija života, koju je razvila tvrtka Maxis, a izdao ju je Electronic Arts. Igra je simulacija svakodnevnih aktivnosti jednog ili više virtualnih ljudi (Simsa) u kućanstvima u predgrađu koje se nalazi u blizini izmišljenog grada. Igrači kontroliraju prilagodljive Simseve dok slijede ciljeve u karijeri i vezama. Igrači također mogu koristiti prihod svojih Simsa za obnovu svog životnog prostora, kupnju pokućstva ili odjeće za svoje domaćinstvo. Igrači također mogu odabrati društveni i uspješan život.
Razvoj igre vodio je Will Wright, a igra je bila nastavak Wrightove ranije SimCity serije. Sedam "paketa proširenja" (DLC-a) objavljeno je od 2000. do 2003. godine, od kojih je svaki dodao nove stavke, likove i značajke.
Prvi je put u prodaju puštena 4. veljače 2000., i prodana je u više od 6.3 milijuna primjeraka zbog čega je postala najprodavanija računalna igra u povijesti. Zajedno s dodacima prodana je u više od 25 milijuna primjeraka. Od prvog puštanja u prodaju igre The Sims izašlo je sedam dodataka i nastavak igre, The Sims 2 (s vlastitim dodacima). Objavljeno je nekoliko nastavaka - The Sims 2 (2004.), The Sims 3 (2009.) i The Sims 4 (2014.) godine. 

## Način igranja
Struktura igre je umjetni životni program zasnovan na agentima, igrica u pozadini kreira događaje. Umjetne inteligencije igre je napredna, a Simsi će na vanjske uvjete reagirati neovisno, iako je često intervencija igrača potrebna kako bi Simsi ostali na dobrom putu. Igrica tehnički ima neograničenu vrijednost ponavljanja, jer ne postoji način da istinski pobijedite u igri, a igrač može igrati neograničeno. Opisana je kao više poput igračke nego igre.
Igrač utječe na Simse te im izdaje naredbe kao što su interakcije s objektima ili drugim simsima. Sim može primati goste na svoju kućnu parcelu, pozvani ili ne. Ako su omogućeni u opcijama igre, Sims imaju određenu količinu slobodne volje, što im omogućuje autonomnu interakciju s njihovim svijetom. Međutim, igrač može nadjačati većinu tih autonomnih radnji otkazujući ih u redu radnji na vrhu zaslona. Za razliku od simuliranih okruženja u igrama poput SimCity, SimEarth ili SimLife, Sims nisu u potpunosti autonomni. Oni nisu u stanju poduzeti određene radnje bez određenih naredbi, poput plaćanja računa, pronalaska posla, vježbanja i začeća djece. Sims komuniciraju na izmišljenom jeziku koji se zove Simlish, a koji se uglavnom sastoji od mumljanja i izgovaranja besmislica.
Igrač može donositi odluke o vremenu provedenom u razvoju vještina Sima, poput vježbanja, čitanja, kreativnosti i logike dodavanjem aktivnosti na Simsov dnevni red. Svakodnevne potrebe kao što su higijena i prehrana mogu i moraju se također zakazati. Iako Sim može samostalno izvoditi ove radnje, možda im neće dati učinkovit prioritet i može pretrpjeti posljedice zbog zanemarivanja vlastitih potreba. Osim toga, Simsi moraju održavati uravnoteženi proračun i obično dopunjavati prihod dobivanjem posla. Simsi mogu zaraditi unapređenje ispunjavanjem vještina i održavanjem prijateljstva s drugima za svaku razinu, što dovodi do novih naziva radnih mjesta, povećanih plaća i različitog radnog vremena. Simsi mogu kod kuće stvarati i prodavati različita umjetnička djela i predmete.
Iako u igri nema konačnog cilja, u igrici postoji stanja neuspjeha. To se postiže tako da zadnji Sim u kućanstvu umre, bilo gladovanjem, utapanjem, vatrom ili strujnim udarom (ili od prirodnih uzroka / starosti u određenim verzijama). Kad Sim umre, pojavit će se nadgrobni spomenik ili urna (u kasnijim paketima proširenja prvo će se pojaviti Grim Reaper), a duh preminulog Sima može progoniti zgradu u kojoj je umro. Osim toga, Sims može zauvijek napustiti igru i nikad se ne vratiti ili se mogu odrasti dvojica odraslih Simsa u lošoj vezi, što će na kraju rezultirati iseljavanjem jednog od njih. Djeca će biti poslana u vojnu školu ako padnu s nastave ili ako nisu ispunila svoje potrebe (posebno kada je glad vrlo mala), socijalni radnik odvest će ih iz kućanstva i više se neće moći vratiti. 

### Građenje
Kada je igrač u načinu igre "Uživo", igrač ima mogućnost ući u način "Izgraditi" ili "Kupiti" kako bi zaustavio vrijeme i obnovio kuću ili parcelu. Kad igra započne, svaka obitelj započinje s §20 000 simoleona (bez obzira na broj članova). Ta se sredstva mogu upotrijebiti za kupnju male kuće ili slobodnog zemljišta na zaslonu susjedstva. Nakon kupnje parcele, igrač može izgraditi ili preurediti kuću u načinu gradnje ili kupiti ili premjestiti namještaj u načinu kupnje. Sve arhitektonske i prilagodljive značajke i namještaj u načinima gradnje i kupnje slijede sustav kvadratnih pločica u kojem se predmeti moraju postaviti na pločicu. Zidovi i ograde protežu se uz rub pločice i mogu pratiti rub pločice ili ga prelaziti dijagonalno, ali predmeti namještaja ne mogu se postavljati ni na jednu stranu prekrižene pločice. Osnovna igra sadrži preko 150 predmeta, uključujući namještaj i arhitektonske elemente.